# Concilie van Pisa (1511)
Het Concilie van Pisa of  het Conciliabulum van Pisa vond plaats in acht sessies van 1 november 1511 tot 21 april 1512 voornamelijk in Pisa en werd bijeengeroepen door koning Lodewijk XII van Frankrijk, vandaar het woord conciliabulum (niet door de bevoegden), met de bedoeling Paus Julius II af te zetten. Paus Julius II riposteerde met het Vijfde Lateraans Concilie.

## Achtergrond
Het concilie vond plaats tijdens de Oorlog van de Liga van Kamerijk (1508-1516). Wat begon als een campagne om de Venetiaanse invloed te verminderen in Noord-Italië sloeg om in een vete tegen de dominantie van de paus. Lodewijk XII wees naar het principe van het conciliarisme, dat de paus ondergeschikt is aan het concilie. Vredesonderhandelingen werden opgestart, maar Paus Julius II wilde van geen wijken weten.

## Actie en reactie
Op 1 november 1511 riep Lodewijk XII het concilie bijeen en kreeg al snel steun van Keizer Maximiliaan I. Julius reageerde hierop met het samenstellen van een nieuwe Heilige Liga, met troepen uit de Kerkelijke Staat, de Kroon van Aragón, het Koninkrijk Napels, de Republiek Venetië en de Zwitsers. Hendrik VIII van Engeland voegde zich er later bij. Bij het vernemen van deze alliantie trok Maximiliaan I zich terug. Daarnaast gebruikte Julius II het wapen van de excommunicatie.
Lodewijk XII vastberaden Julius II af te zetten, gooide zijn neef Gaston van Foix-Nemours in de strijd. Helaas kwam Gaston om in de Slag bij Ravenna op 11 april 1512. Door de dreigende inval van Hendrik VIII in Noord-Frankrijk werd Lodewijk XII gedwongen de strijd te staken en verloor het concilie zijn daadkracht.

## Vervolg
Julius II riep het Vijfde Lateraans Concilie bijeen en op het terrein ontstond er ruzie tussen de leden van de Heilig Liga in verband met gebiedsverdeling. Paus Julius II stierf op 21 februari 1513 en op 23 maart 1513 werd in Blois de Franco-Venetiaanse alliantie getekend.